# Ottavio Dantone
Ottavio Dantone (ur. 9 października 1960) – włoski dyrygent i klawesynista, od 1996 dyrektor muzyczny zespołu Accademia Bizantina.
Ukończył Conservatorio Giuseppe Verdi w Mediolanie w klasie organów i klawesynu. W 1985 i 1986 otrzymywał nagrody w międzynarodowych konkursach w Paryżu i Brugii, stając się pierwszym Włochem, który otrzymał te dwa wyróżnienia. Od 1989 współpracuje z zespołem Accademia Bizantina, specjalizującym się w wykonaniach muzyki dawnej (nurt wykonawstwa historycznego); od 1996 pełni w nim funkcję dyrektora muzycznego.
Jego debiutem operowym było pierwsze we współczesnych czasach wykonanie Giulio Sabino Giuseppe Sartiego w 1999 w Teatro Comunale Alighieri w Rawennie. W 2005 zadebiutował w La Scali, zespół pod jego batutą wykonał Rinalda Händla.
Nagrywa zarówno z zespołem i jako solista. Nagranie Sonate di gravicembalo Paradisiego zostało uznane przez włoskich krytyków za najlepsze w 1998.
Prowadzi kursy z zakresu gry na klawesynie, a także muzyki kameralnej, basso continuo i improwizacji. Wykłada w konserwatoriach w Lugano i Turynie.
18 grudnia 2009, razem z zespołem, wystąpił na deskach Teatru im. Słowackiego w Krakowie w ramach festiwalu Opera Rara, wystawiając Rinalda Georga Friedricha Händla.